# 土屋雅臣
‘’‘土屋雅臣’’’（つちや まさおみ）は、日本の人事専門家、企業家。デンタルHR総研株式会社代表取締役。20年以上の人事経験を経て、歯科業界の人材採用支援事業を展開している。
2022年5月に歯科業界初の完全成功報酬型採用代行サービスを提供するデンタルHR総研株式会社を設立し、設立から約3年で300医院近くとの契約実績を達成している。同社の採用成功率は99%、定着率は97%を記録している。

## 経歴

### 初期キャリア
2000年、ギグワークス株式会社（東証スタンダード）人材開発部長、およびスリープロエージェンシー株式会社で代表取締役に就任。ギグワーカーの採用とグループ11社（従業員規模最大1,000名）の人事統括を担当し、ギグワーカー登録12万人を達成した。

### IT企業での経験
2012年、GMOインターネット株式会社（東証プライム）の人事部エグゼクティブマネージャーに就任。グループ8社の人事統括を担当し、新卒・中途採用で年間200名の採用を実施。4年間で従業員規模を3倍に拡大する成果を上げた。

### 歯科業界参入
2016年、大手審美歯科グループ本部、ホワイトエッセンス株式会社で歯科衛生士採用事業責任者に就任すると同時に、株式会社メディカルウーマンキャリアの代表取締役も務めた。この期間中に歯科衛生士採用で通算560名の実績を達成した。

## デンタルHR総研株式会社設立と社会課題への取り組み
2022年5月、これまでの人事経験と歯科業界での専門知識を活かし、東京都渋谷区にデンタルHR総研株式会社を設立した。同社は歯科業界初の完全成功報酬型採用代行・RPO（Recruitment Process Outsourcing）サービスを提供している。
土屋は歯科業界が直面する深刻な人材不足を社会課題として捉えている。歯科衛生士の求人倍率が20.7倍（2020年時点）という厳しい状況の中、有資格者の約半数が未就業という現実を背景に、「歯科衛生士をもっと笑顔に」をミッションに掲げている。

## 事業実績と社会的影響
同社は設立以来、採用成功率99%、定着率97%を報告している。2025年時点では、創業3年で300医院との契約を締結し、応募数15,000名、採用数1,300名を突破している。土屋の歯科衛生士の通算採用数は1,800名を超え、個人レベルで公開されている実績としては国内最大規模となっている。

## 講演・セミナー活動
2024年8月、GUPPY VOICEが主催するウェビナー「リアル最新データから読み解く『採用コスト』『給与』いくらが適正？ 採用にかかるおカネ」に講師として登壇。歯科医院の経営者や採用担当者を対象に、採用コストと効率的な採用手法について講演を行った。

## メディア掲載・取り組み実績
土屋は人事分野での長年の経験を通じて、複数のメディアに取り上げられてきた。
2001年、パソコンを使ったお仕事専門求人サイト「パソコンdeジョブ」を立ち上げた。2002年には、Yahoo!BBモデム設置スタッフプロジェクトのリーダーとして、2か月間で6,000名の採用を実現した。2009年、日経産業新聞1面にて「脳とココロ」をテーマとした社員のメンタル徹底的に対策に関する記事で取り上げられた。2011年には、NHKの報道番組「クローズアップ現代」の「現代型うつにどう向き合うか」というテーマで出演した。2012年、Facebookを活用した「ソーシャル就職ランキング」においてマスコミ部門4位を獲得した。2014年には、新卒向けインターンシップ「ジブン広告」が学生の間で話題となったほか、Webメディア「エキスパート人事」にて「組織を動かす挑戦者達」として紹介された。

## 業界団体との連携
2024年6月、デンタルHR総研株式会社は日本歯科衛生士会の賛助会員として正式に加盟し、業界団体との連携を図っている。また、日本訪問歯科協会、日本歯科医学会連合の賛助会員としても活動している。

## 著作
2024年6月17日、ホリエモン出版から『歯科医院の採用ハンドブック スタッフの採用がうまくいく59の法則』を出版した。同書は歯科医院の人材採用に関する実践的なノウハウをまとめた専門書として位置づけられている。